# Łucznictwo na Letnich Igrzyskach Olimpijskich 1908 – runda "kontynentalna" mężczyzn
Runda kontynentalna mężczyzn była jedną z konkurencji łuczniczych na Letnich Igrzyskach Olimpijskich 1908. Odbyła się w dniach 20 lipca 1908. Uczestniczyło 17 zawodników z 3 państw.
W kontynentalnej zawodnicy 40 strzałów z odległości 50 metrów.

## Wyniki
| Miejsce | Zawodnik               | Państwo           | Wynik |
| ------- | ---------------------- | ----------------- | ----- |
| 1       | Eugène Grisot          | Francja           | 263   |
| 2       | Louis Vernet           | Francja           | 256   |
| 3       | Gustave Cabaret        | Francja           | 255   |
| 4       | Charles Aubras         | Francja           | 231   |
| 5       | Charles Quervel        | Francja           | 223   |
| 6       | Albert Dauchez         | Francja           | 222   |
| 7       | Louis Salingre         | Francja           | 215   |
| 8       | Henri Berton           | Francja           | 212   |
| 9       | Eugène Richez          | Francja           | 210   |
| 10      | Edouard Beaudoin       | Francja           | 206   |
| 11      | Charles Vallée         | Francja           | 193   |
| 12      | John Keyworth          | Wielka Brytania   | 190   |
| 13      | Émile Fisseux          | Francja           | 185   |
| 14      | Jean Louis de la Croix | Francja           | 177   |
| 15      | Henry B. Richardson    | Stany Zjednoczone | 171   |
| 16      | Alfred Poupart         | Francja           | 155   |
| 17      | Oscar Jay              | Francja           | 134   |